# CLAMP
CLAMP (クランプ?, Kuranpu) è un gruppo di autrici di manga, character designer e sceneggiatrici giapponesi composto da Nanase Ōkawa, Mokona, Tsubaki Nekoi e Satsuki Igarashi.

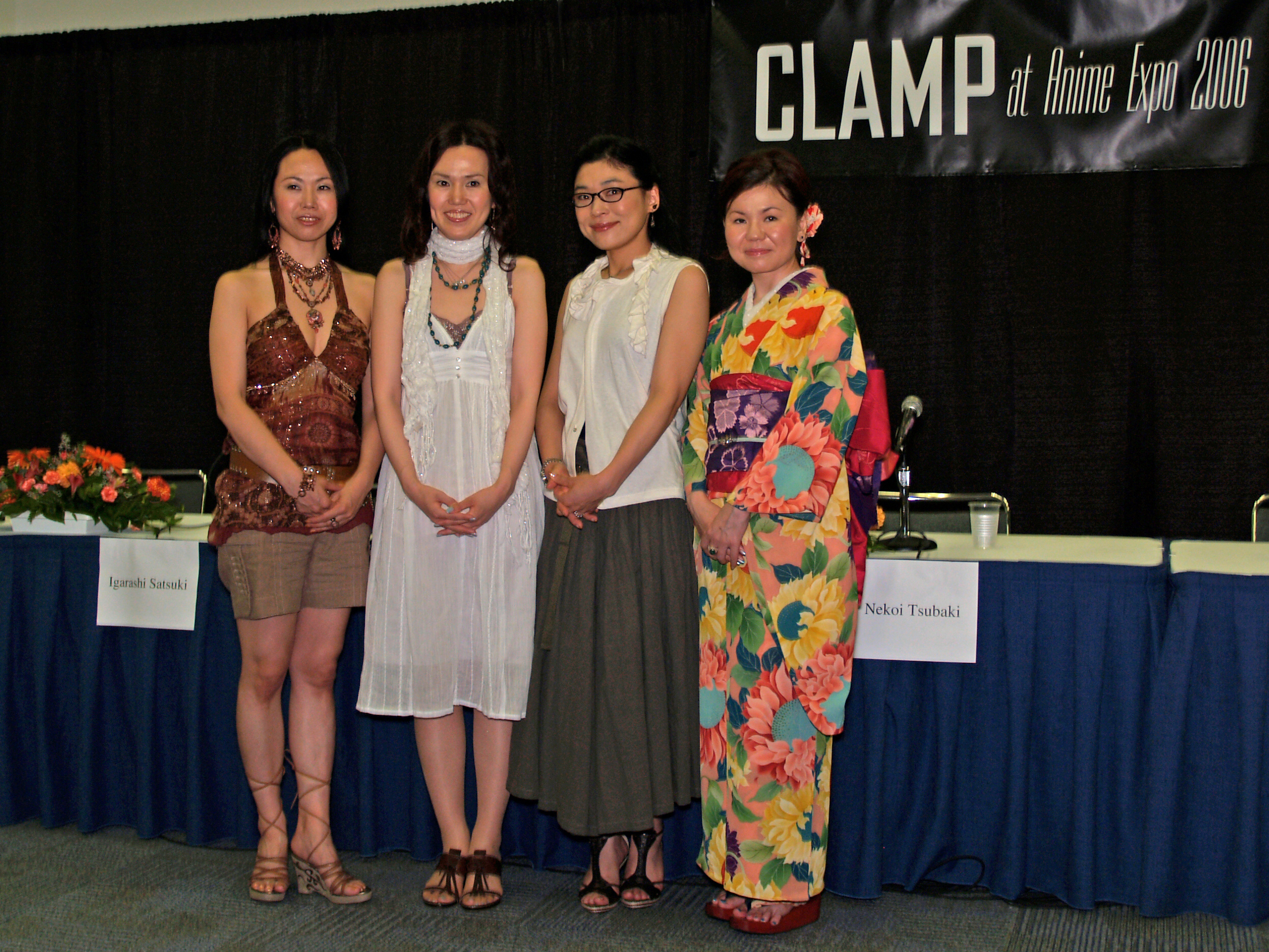
Le CLAMP all'Anime Expo 2006. Da sinistra: Satsuki Igarashi, Nanase Ōkawa, Tsubaki Nekoi e Mokona

Dalla metà degli anni novanta in poi il team ha raggiunto un grande successo, diventando uno dei nomi più conosciuti del fumetto internazionale e vendendo nel mondo oltre 100 milioni di tankōbon. Le loro opere originali più conosciute sono X, Magic Knight Rayearth, Card Captor Sakura e le più recenti xxxHOLiC e Tsubasa RESERVoir CHRoNiCLE, oltre che i character design per Code Geass: Lelouch of the Rebellion e Blood-C.

## Biografia

### Il gruppo CLAMP
Il gruppo CLAMP nacque alla metà degli anni ottanta ed era composto da undici membri, tutti del Kansai, che si riunivano per la realizzazione di dōjinshi. I membri iniziali erano Mokona Apapa, Tamayo Akiyama, Sōshi Hishika, Satsuki Igarashi, Kazue Nakamori, Sei Nanao, Mick Nekoi, O-Kyon, Nanase Ōkawa, Shin'ya Ōmi e Leeza Sei, mentre Yuzuru Inōe partecipò come guest mangaka nelle loro prime pubblicazioni ed è spesso considerata il dodicesimo membro. Tre ragazze del gruppo Mokona, Tsubaki Nekoi, e Satsuki Igarashi frequentavano la stessa scuola superiore ed erano appassionate di fumetti. Incontrarono Nanase Ōkawa grazie ad un'amica di quest'ultima che stava vendendo dei fumetti, e dopo averne venduto uno a Mokona, ne divenne amica e la presentò a Ōkawa.
La produzione del gruppo era composta esclusivamente di dōjinshi, alcuni da serie già famose, come Capitan Tsubasa o una versione yaoi de I cavalieri dello zodiaco, altri come opere originali, molte delle quali diventarono veri e propri manga. La prima opera creata con l'aiuto di tutto il gruppo fu CLAMP, ma fu abbandonata poco dopo il loro debutto. L'unico dōjinshi che venne pubblicato fu Shining Star, creato nel 1987 ma pubblicato il 1º agosto 1989, un mese dopo il loro debutto.
I membri iniziarono a lavorare a RG Veda, che fu notato da un editore della rivista Wings della Shinshokan, il quale si interessò al gruppo. Una bozza di circa 60 pagine fu inviata all'editore, ma venne inizialmente scartata perché troppo acerba; Ōkawa modificò la bozza che venne poi accettata dalla casa editrice. Prima del loro debutto, il gruppo si trasferì a Tokyo.

### Il debutto
Prima del loro debutto nel 1989 il numero dei membri del gruppo scese a sette, mentre durante la lavorazione di RG Veda O-Kyon abbandonò il progetto. Nel giugno 1990 anche Sei Nanao lasciò il gruppo, mentre entro il 1993 toccò la stessa sorte agli altri membri, lasciando solamente le quattro artiste attuali.
RG Veda fu inizialmente pensato come una storia breve composta da pochi volumi, ma la popolarità e le buone vendite del primo volume portò la Shinshokan a cambiare idea e commissionare altri capitoli. Poco dopo iniziò sempre nel 1989 il filone "Istituto CLAMP", con Il ladro dalle mille facce, seconda opera pubblicata, CLAMP Detective e Polizia scolastica Duklyon del 1992. Nel 1990 pubblicarono Tokyo Babylon, i cui personaggi confluirono in X del 1992, e La leggenda di Chun Hyang, sempre del 1992, basata su una storia popolare coreana.

### Il successo internazionale
Fu proprio con X, rimasto incompiuto, che le autrici ottennero la fama internazionale: il manga narra l'apocalisse come scontro fra due fazioni di personaggi che combattono con poteri ESP. Cult internazionale, X è un'opera ambiziosa ricca di simbologie e disegnata con perizia estrema, ed è anche il fumetto che ha donato alle CLAMP la fama e la credibilità verso le case editrici.
Il successo si rafforzò con la serie fantasy Magic Knight Rayearth iniziata nel 1993, composta da due serie manga di 6 volumi, una serie televisiva di due stagioni e un OAV. Nel 1996 venne invece il turno del majokko Card Captor Sakura, che ebbe un successo immediato vendendo, solo in Giappone, quasi 12 milioni di copie. La serie manga composta da 12 volumi venne adattata in una serie televisiva di 70 episodi, più due film cinematografici basati sulla serie anime, mentre parte del merchandising comprende 17 album di colonne sonore, 11 videogiochi e 11 artbook sulla serie.
Nel 1999 venne pubblicato Angelic Layer, opera per bambini ambientata nel mondo dei videogiochi (sulla scia di Pokémon e Yu-Gi-Oh!) in cui uno dei personaggi del manga richiamava inconfondibilmente la protagonista della serie Rayearth, rendendo de facto questo fumetto il primo esempio di crossover indiretto delle CLAMP. Chobits, del 2001, oltre alla tematica robotica di Angelic Layer, aveva in comune con esso parte dell'ambientazione e diversi personaggi, stabilendo una certa continuità, come era già accaduto tra Tokyo Babylon e X e tra le serie ambientate nell'Istituto CLAMP.
Sempre dietro al filone del crossover e della continuità, nel 2003 vengono presentate le due opere xxxHOLiC e Tsubasa RESERVoir CHRoNiCLE, ambientate nello stesso arco temporale, in cui i personaggi passano da un manga all'altro intrecciando le due trame. L'intento delle CLAMP era quello di creare una serie che potesse raggruppare tutte le loro opere precedenti, attraverso le tecniche del crossover (diretto o indiretto) e della continuità.

### Il 15º anniversario
Nel 2004 le autrici si presentarono con delle schede personali e nomi leggermente diversi (pratica diffusa tra gli idol giapponesi a testimonianza del loro grande successo). Mokona voleva infatti abbandonare il cognome Apapa, considerato troppo infantile per i suoi gusti, mentre Nekoi voleva cambiare il suo nome Mick, perché veniva associato a Mick Jagger. Ōkawa e Igarashi decisero quindi di seguire le loro colleghe e cambiare il proprio nome.
Mokona Apapa passò a Mokona, Mick Nekoi divenne Tsubaki Nekoi, Nanase Ōkawa divenne Ageha Ōkawa, mentre Satsuki Igarashi modificò i caratteri del proprio nome, passando dalla forma いがらし 寒月 (Igarashi Satsuki?) a 五十嵐 さつき (Igarashi Satsuki?). Nel 2008, però, la Ōkawa è tornata al suo vero nome.
Per l'occasione Tokyopop mise in vendita una rivista di 12 numeri chiamata CLAMP no kiseki, creata dalle CLAMP per i propri fan.

## Membri
Nanase Ōkawa (大川 七瀬?, Ōkawa Nanase)
Precedentemente conosciuta come Ageha Ōkawa (大川 緋芭?, Ōkawa Ageha), è la leader del gruppo, nata il 2 maggio 1967 ad Ōsaka. Si occupa delle sceneggiature e della coordinazione, e scrive a volte anche le sceneggiature per le versioni animate dei loro manga. Solitamente decide lei quali progetti sviluppare e quali abbandonare.
Mokona (もこな?, Mokona)
Precedentemente conosciuta come Mokona Apapa (もこな あぱぱ?, Mokona Apapa), è nata il 16 giugno 1968 a Kyōto. È la disegnatrice principale della maggior parte delle storie, e si è anche occupata del design in passato. Da lei prende il nome Mokona Modoki, il buffo personaggio (e mascotte del gruppo) che appare in Magic Knight Rayearth, ed in seguito in Tsubasa RESERVoir CHRoNiCLE e xxxHOLiC.
Tsubaki Nekoi (猫井 椿?, Nekoi Tsubaki)
Precedentemente conosciuta come Mick Nekoi (猫井 みっく?, Nekoi Mikku), è nata il 21 gennaio 1969 a Kyōto. Nekoi prima di iniziare a disegnare era solamente un'impiegata. Altra disegnatrice principale per alcune serie, come Wish e Lawful Drug. Disegna anche i personaggi in versione "super deformed", ed è la creatrice del personaggio di Mokona Modoki.
Satsuki Igarashi (いがらし 寒月?, Igarashi Satsuki)
Precedentemente conosciuta come Satsuki Igarashi (五十嵐 さつき?, Igarashi Satsuki), è nata l'8 febbraio 1969, a Kyōto. Aiuta Mokona e Nekoi come seconda disegnatrice, ed è anche la graphic designer delle copertine dei tankōbon. Igarashi decide anche la priorità dei progetti già in sviluppo.

### Membri precedenti
Tamayo Akiyama (秋山 たまよ?, Akiyama Tamayo)
Nata il 28 novembre 1966 a Ōsaka, era la responsabile della storia e delle illustrazioni di Derayd, un manga basato sull'idea originale di Ōkawa. Cominciò in seguito a lavorare su Cluster, sua idea originale, storia, e disegni. Continuò a lavorare sul manga anche dopo aver lasciato il gruppo, nell'ottobre del 1992. Dopo aver lasciato il gruppo, ha pubblicato Hyper Rune, Mouryou Kiden, Secret Chaser, Zyword e Shade. Fra le ex-CLAMP, è colei che ha avuto più successo.
Leeza Sei (聖りいざ?, Sei Rīza)
Nata il 28 aprile 1967 a Ōsaka, era l'assistente per i disegni di RG Veda. Si occupava anche della storia e delle illustrazione di Combination, un manga basato su un'idea di Ōkawa. Dopo aver lasciato il gruppo, continuò il manga, completandolo dopo 6 volumi. Il suo nome cambiò in Iba Takeo, e pubblicò i suoi manga Gilgrim, due volumi, Phantom Cognition, dieci volumi, e Tasogare no Rakuen sette volumi fino ad ora. Con Sei Nanao, un altro ex membro delle CLAMP, sta ancora disegnando alcune dōjinshi, sotto il nome di L.S.N. (Leeza Sei Nanao). Ha ottenuto un buon successo nazionale ed una certa fama internazionale.
Sei Nanao (七穂せい?, Nanao Sei)
Nata il 29 ottobre 1967 a Ōsaka. Ha lasciato il gruppo nel giugno del 1990. Si occupa ancora di dōjinshi con Leeza Sei, sotto il nome di "L.S.N." (Leeza Sei Nanao).
Sōshi Hishika (日鷺総司?, Hishika Sōshi)
Ha lasciato il gruppo nel mese di marzo del 1993.
Kazue Nakamori (中森かずえ?, Nakamori Kazue)
Ha lasciato il gruppo nel mese di marzo del 1993.
Shin'ya Ōmi (大海神哉?, Ōmi Shin'ya)
L'unico membro maschile del gruppo. Ha lasciato le CLAMP nel mese di marzo del 1993. È imparentato con Akiyama Tamayo.
O-Kyon

### Collaboratori
Yuzuru Inōe
Ha lavorato alle prime dōjinshi come ospite.
Takeshi Okazaki (岡崎武士?, Okazaki Takeshi)
Le CLAMP hanno lavorato con Okazaki come assistenti mentre il maestro lavorava su Elementalors, nel 1990. In seguito, nel 1993, Okazaki ha disegnato una raccolta di storie brevi romantiche scritte da Ageha Ōkawa e raccolte nel volume Koi.

## Modello lavorativo
I membri del gruppo hanno uno schema lavorativo ben preciso, e lavorando in un unico studio non hanno bisogno di organizzare riunioni per coordinare le diverse mansioni. Nanase Ōkawa ha il ruolo di capo del gruppo, di direttrice artistica e sceneggiatrice; Mokona è la disegnatrice principale mentre Igarashi e Nekoi le disegnatrici secondarie, anche se spesso le tre disegnatrici si scambiano i ruoli oppure si dividono i personaggi maschili, quelli femminili e i background, cercando di rimanere più fedeli possibile alla visione di Ōkawa, la quale solitamente sceglie anche i colori per le immagini a colori e per le copertine.
Dal 2003, infatti, nei due fumetti Tsubasa Reservoir Chronicle e xxxHOLiC Mokona si è dedicata al disegno dei personaggi femminili, mentre Nekoi a quello dei personaggi maschili; in certe occasioni, invece, Mokona si è dedicata a tutte le parti della tavola, ma fermandosi al clean-out a matita e lasciando il resto del lavoro a Nekoi. In ogni caso già negli anni novanta c'erano state delle eccezioni: infatti  Nekoi è stata prima disegnatrice in opere come L'uomo per me (1995), Wish (1996), Mi piaci perché mi piaci (1999) e Lawful Drug (2000). A partire da Gate 7, Mokona è di nuovo tornata come unica disegnatrice, mentre Nekoi e la Igarashi si dedicano alla rifinitura delle tavole e l'utilizzo dei retini.
Anche se è solitamente Ōkawa a scegliere quale progetto iniziare e quale scartare, è Igarashi a decidere l'ordine dei progetti da portare avanti e quanto tempo dedicare a ciascuno, creando un vero e proprio lavorativo per ciascun membro. Il gruppo non è provvisto di assistenti, perché sarebbe impossibile includerli nel loro modello di lavoro senza rallentarle. Una volta che Ōkawa ha scritto una prima bozza della storia, i quattro membri del gruppo si riuniscono per "discutere il fine della storia e i personaggi principali", cercando di famigliarizzare con la trama e decidere l'ambientazione più adatta. Il finale della storia è sempre predeterminato, mentre i personaggi minori e quelli ricorrenti vengono sviluppati già dalle prime bozze; in seguito i personaggi vengono schizzati su singoli fogli per evitare confusione tra di essi.
Dopo l'approvazione dell'editore, Ōkawa assegna a ciascun membro un compito specifico e sceglie anche lo stile usato, in base alla complessità della storia, al target e alla relazione con altri manga già pubblicati. Per ogni capitolo la sceneggiatrice stende una bozza che comprende i dialoghi, le vignette, l'ambientazione e le emozioni dei personaggi. In media ogni capitolo, solitamente composto da 20 pagine su rivista, richiede dodici ore per lo storyboard e otto per la sceneggiatura, mentre il disegno e l'illustrazione dipende dall'opera: per esempio un capitolo di xxxHOLiC richiede due giorni, mentre un capitolo di X dai quattro ai cinque giorni.

## Stile e tecniche
Queste autrici provengono tutte dall'ambito dei dōjinshi, si distinguono per essere autrici di manga molto eclettiche e, benché i richiami siano innegabili, appartengono a quella prima generazione di disegnatrici che sono riuscite ad allontanarsi dai canoni shōjo fino ad allora vigenti, senza rinnegarli, rimodernando un genere e rendendolo trasversale ad ogni età e sesso.
Come hanno dichiarato in diverse interviste, le autrici sono state e sono grandi lettrici e conoscitrici del fumetto sia nipponico che straniero. Le opere che più le hanno colpite da giovani sono state Holly e Benji (Captain Tsubasa) e Devilman (a cui hanno dedicato un intero libro d'illustrazioni), opere del tutto distanti dai canoni degli shōjo. All'inizio della carriera, le CLAMP sono inoltre state assistenti dei mangaka Takeshi Okazaki (noto per Elementalors) e Kazushi Hagiwara (autore di Bastard!!), grandi maestri creatori di fumetti agli antipodi degli shōjo.

La frequentazione di opere del tutto distanti dal target tipico delle ragazzine ha spinto Mokona, e le altre componenti del gruppo, ad adottare uno stile grafico dinamico, flessibile, costantemente contaminato sia dall'aggraziato e leggero disegno dei fumetti femminili, sia da quello compatto ed espressionista di quello maschile, regalandoci opere incollocabili secondo le categorie giapponesi. Il semplice tratto a matita di Mokona è già altamente dettagliato e pronto per essere ripassato a china, in perfetta continuità con la tradizione giapponese, a partire da Katsushika Hokusai.

### Multiverso
Con la pubblicazione delle serie sorelle Tsubasa RESERVoir CHRoNiCLE e xxxHOLiC le CLAMP hanno introdotto il concetto di multiverso: esiste una creatura alata, Mokona (apparsa per la prima volta in Magic Knight Rayearth), che vaga per l'universo creando vari mondi. Questi mondi sono popolati da persone che condividono la propria anima, il proprio aspetto e il proprio nome con persone in altri mondi. Inoltre i concetti di anima e nome sono collegati, in quanto conoscere il nome di una persona dà accesso alla sua anima e viceversa.
In Tsubasa, in cui i protagonisti devono viaggiare attraverso vari mondi, incontrano diversi personaggi che condividono la stessa anima: per esempio la principessa Tomoyo del Regno del Giappone, Tomoyo del Mondo di Piffle, e Tomoyo del Regno delle gabbie per uccelli condividono la propria anima con Tomoyo Daidouji, apparsa in Card Captor Sakura. Anche i personaggi senz'anima o incorporei vengono spesso riproposti, come il robot Chii di Chobits che riappare come androide in Tsubasa, oppure i Geni Managuerrieri di Magic Knight Rayearth che appaiono come kudan (spiriti guida) sempre in Tsubasa. Anche se solitamente vengono proposti personaggi delle loro serie manga, spesso vengono usati anche personaggi creati appositamente per adattamenti animati, come Shōgo, creato per il film d'animazione X e ripreso per l'omonimo personaggio di Tsubasa.
Oltre ai personaggi, vengono anche riproposti luoghi o negozi nei vari mondi: i più utilizzati è probabilmente i marchi d'abbigliamento Piffle Prince e Piffle Princess, che compaiono in Card Captor Sakura, Mi piaci perché mi piaci, Lawful Drug, Angelic Layer, Chobits, xxxHOLiC e in Tsubasa come Mondo di Piffle. Appare spesso anche un complesso di appartamenti, visto in Chobits, Kobato., xxxHOLiC e nella Repubblica di Hanshin in Tsubasa.

### Continuità narrativa
Un altro espediente narrativo usato dalle autrici è la continuità narrativa, cioè far confluire alcuni personaggi di un manga in un secondo manga, ambientato nello stesso mondo. Per esempio, i personaggi Subaru Sumeragi e Seishiro Sakurazuka di Tokyo Babylon e dai tre protagonisti di CLAMP Detective che appaiono in versione adulta come personaggi secondari di X; Kokuyou e Hisui di Wish diventano personaggi secondari in Lawful Drug; oppure viene rivelato che Clow Reed, personaggio di Card Captor Sakura, è responsabile della stasi temporale di Yuko Ichihara di xxxHOLiC e la ragione per cui non può morire.

### Crossover
Il crossover, un espediente inventato negli anni ottanta dalla DC Comics in occasione del famoso Crisi sulle Terre infinite, viene utilizzato nella grande maggioranza delle opere delle CLAMP. Sono molti i camei di personaggi in altre opere create dalle autrici, sia cartacee che animate. Uno dei più ricorrenti è quello di Miyuki di Miyuki nel paese delle meraviglie: la ragazza appare brevemente nella maggior parte dei mondi visitati dai protagonisti di Tsubasa, spesso correndo con un toast in bocca.

### Generi
Grazie al numero di opere create, le CLAMP hanno potuto trattare diversi temi. Il genere principale è quello del paranormale: questo genere conta diversi manga, come Tokyo Babylon e X, ambientato sul piano esoterico, mentre xxxHOLiC e Lawful Drug sono dirette verso il piano soprannaturale. Un altro tema è quello investigativo, composto dai tre manga Il ladro dalle mille facce, Polizia Scolastica Duklyon, CLAMP Detective. Il genere majokko, è stato ampiamente discusso in Card Captor Sakura, mentre genere fantasy è stato trattato in Magic Knight Rayearth, ed in parte in Tsubasa RESERVoir CHRoNiCLE. Recentemente, con Chobits e Angelic Layer, hanno affrontato i temi della fantascienza, attraverso la presenza di robot e lo sviluppo informatico. Nel 2011 le CLAMP sono tornate agli albori con Gate 7, manga con tematiche tendenzialmente a stampo storico ed esoterico.

## Opere
Le CLAMP sono fra le autrici più prolifiche per quantità ed eterogeneità di temi dell'intero panorama fumettistico mondiale. Oltre ai lavori principali, le autrici si sono dedicate anche a dōjinshi (soprattutto agli inizi della carriera), ad illustrazioni di libri ed a collaborazioni con altri autori.
Le opere sono in ordine cronologico, e si riferiscono all'edizione originale giapponese.

### Dōjinshi
| #  | Titolo                                                                         | Serie trattate                                              | Data             |
| -- | ------------------------------------------------------------------------------ | ----------------------------------------------------------- | ---------------- |
| 1  | Shinjuku jun'ai monogatari (新宿純愛物語?)                                     | Monogatari                                                  | 19 luglio 1987   |
| 2  | Kujaku myō ō darani (孔雀明王陀羅尼?)                                          | Kujaku Ō                                                    | 3 novembre 1987  |
| 3  | Yoiko no Saint Daihyakka (よいこの聖闘士大百科?)                               | I Cavalieri dello zodiaco                                   | 13 dicembre 1987 |
| 4  | Shining Star                                                                   | Opera originale (pubblicata nel 1990 dalla Kadokawa Shoten) | 1987             |
| 5  | POTATO CLUB                                                                    | Holly e Benji                                               | 17 aprile 1988   |
| 5  | Ginga eiyū densetsu satsujin jiken (銀河英雄伝説殺人事件?)                     | Ginga Eiyū Densetsu Sōryūden                                | 1º maggio 1988   |
| 6  | Seiden ~DISCO VERSION~ (聖伝 〜DISCO VERSION〜?)                               | Opera originale (RG Veda)                                   | 16 giugno 1988   |
| 7  | Hisshō! Tanaka Yoshiki sensei kōryakuhō (必勝! 田中芳樹先生攻略法?)            | Ginga Eiyū Densetsu Sōryūden                                | 10 luglio 1988   |
| 8  | Earthian to asobō! Pin Pon Pan (アーシアンと遊ぼう! ピンポンパン?)             | Earthian                                                    | 13 agosto 1988   |
| 9  | SHOTEN #1 (SHOTEN 〜笑点〜?)                                                   | Opera originale                                             | 10 ottobre 1988  |
| 10 | Karura bonodori! (カルラ盆踊り!?)                                              | Karura Mau!                                                 | 23 ottobre 1988  |
| 11 | SHOTEN #2                                                                      | Opera originale                                             | 25 dicembre 1988 |
| 12 | Fūun Samurai Trooper jō (風雲! サムライトルーパー城?)                          | I cinque Samurai                                            | 15 gennaio 1989  |
| 13 | SHOTEN #3                                                                      | Shurato                                                     | 21 marzo 1989    |
| 14 | Seiden kessakushū (聖伝傑作集?)                                                | Opera originale (RG Veda)                                   | 25 marzo 1989    |
| 15 | BREAK SHOT INSTRUCTION in CLAMP (?)                                            | Break Shot                                                  | 4 aprile 1989    |
| 16 | SHOTEN: "SPECIAL" (SHOTEN 別冊?)                                               | Opera originale                                             | 3 maggio 1989    |
| 17 | I wanna be a only one - SHOTEN#4 (?)                                           | Opera originale                                             | 13 agosto 1989   |
| 18 | Watashi no himitsu heiki (私の秘密兵器?)                                       | Tenkū Senki Shurato                                         | 29 ottobre 1989  |
| 19 | SHOTEN #5                                                                      | Opera originale (Tokyo Babylon)                             | 21 dicembre 1989 |
| 20 | Heart nibun no kyojin no hoshi (ハート2分の巨人の星?)                          | Tommy la stella dei Giants                                  | 22 luglio 1990   |
| 21 | SHOTEN #6                                                                      | Opera originale                                             | 11 novembre 1990 |
| 22 | Shinkyoku - Divina Commedia in Devilman (神曲 - Divina Commedia in Devilman ?) | Devilman                                                    | 21 marzo 1991    |

### Manga
Di seguito è presente la lista di serie manga che le CLAMP considerano opere proprie.
| N° | Titolo | Prima edizione giapponese | Prima edizione giapponese                                | Prima edizione giapponese               |
| N° | Titolo | Anno (inizio-fine)        | Editore e rivista (target)                               | Stato (volumi)                          |
| -- | --- | ------------------------- | -------------------------------------------------------- | --------------------------------------- |
| 1  | RG Veda (聖伝 RG VEDA?, Seiden: Rigu Vēda)                                                                   | 1989-1996                 | Shinshokan Wings (shōjo)                                 | completa (10)                           |
| 2  | Il ladro dalle mille facce (20面相におねがい!!?, 20 mensō ni onegai!!)                                       | 1989-1991                 | Kadokawa Shoten Newtype (shōjo)                          | completa (2)                            |
| 3  | Tokyo Babylon (東京BABYLON?, Tōkyō BABYLON)                                                                  | 1990-1993                 | Shinshokan Wings (shōjo)                                 | completa (7)                            |
| 4  | Polizia scolastica Duklyon (学園特警デュカリオン?, Gakuen tokkei Dyukarion)                                  | 1991-1993                 | Kadokawa Shoten Comic Genki (shōnen)                     | completa (2)                            |
| 5  | X (X?) | 1992-presente             | Kadokawa Shoten Asuka (shōjo)                            | incompleta (18)                         |
| 6  | CLAMP Detective (CLAMP学園探偵団?, CLAMP Gakuen tanteidan)                                                   | 1992-1993                 | Kadokawa Shoten Mystery DX (shōjo)                       | completa (3)                            |
| 7  | La leggenda di Chun Hyang (新・春香伝?, Shin shunkaden)                                                      | 1992-1994                 | Hakusensha Serie Mystery Special (josei)                 | completa (1)                            |
| 8  | La principessa bianca (白姫抄?, Shirahime-shō)                                                               | 1992-1992                 | Kobunsha Haru Pretty (shōjo)                             | completa (1)                            |
| 9  | Magic Knight Rayearth (魔法騎士レイアース?, Majikku Naito Reiāsu)                                            | 1993-1995                 | Kōdansha Nakayoshi (shōjo)                               | completa (3)                            |
| 10 | Magic Knight Rayearth 2 (魔法騎士レイアース２?, Majikku Naito Reiāsu 2)                                      | 1995-1996                 | Kōdansha Nakayoshi (shōjo)                               | completa (3)                            |
| 11 | Miyuki nel paese delle meraviglie (不思議の国の美幸ちゃん?, Fushigi no kuni no Miyuki-chan)                  | 1993-1995                 | Kadokawa Shoten Newtype (?)                              | completa (1)                            |
| 12 | L'uomo per me (わたしのすきなひと?, Watashi no suki na hito)                                                 | 1993-1995                 | Kadokawa Shoten Young Rose Comics DX (shōjo)             | completa (1)                            |
| 13 | Wish (Wish?)                                                                                                 | 1995-1998                 | Kadokawa Shoten Mystery DX (shōjo)                       | completa (4)                            |
| 14 | Card Captor Sakura (カードキャプター さくら?, Kādo Kyaputā Sakura)                                           | 1996-2000                 | Kōdansha Nakayoshi (shōjo)                               | completa (12)                           |
| 15 | Clover (CLOVER?)                                                                                             | 1997-1999                 | Kōdansha Amie (shōjo)                                    | incompleta (4)                          |
| 16 | Angelic Layer (エンジェリック レイヤー?, Enjerikku Reiyā)                                                    | 1999-2001                 | Kadokawa Shoten Monthly Shōnen Ace (shōnen)              | completa (5)                            |
| 17 | Mi piaci perché mi piaci (「すき。だからすき」?, "Suki. Dakara suki")                                        | 1999-2000                 | Kadokawa Shoten Mystery DX (shōjo)                       | completa (3)                            |
| 18 | Lawful Drug (合法ドラッグ?, Gōhō Doraggu)                                                                    | 2000-2003                 | Kadokawa Shoten Shōjo Teikoku (shōjo) Mystery DX (shōjo) | completa (3), continua come Drug & Drop |
| 19 | Chobits (ちょびっツ?, Chobittsu)                                                                             | 2000-2002                 | Kōdansha Weekly Young Magazine (seinen)                  | completa (8)                            |
| 20 | xxxHOLiC (×××HOLiC?)                                                                                         | 2003-2010                 | Kōdansha Bessatsu Shōnen Magazine (shōnen)               | completa (19)                           |
| 20 | xxxHOLiC (×××HOLiC?)                                                                                         | 2010-2011                 | Kōdansha Weekly Young Magazine (seinen)                  | completa (19)                           |
| 21 | Tsubasa RESERVoir CHRoNiCLE (ツバサ-RESERVoir CHRoNiCLE-?)                                                   | 2003-2009                 | Kōdansha Weekly Shōnen Magazine (shōnen)                 | completa (28)                           |
| 22 | Kobato. (こばと。?, Kobato.)                                                                                 | 2004-2005                 | Shogakukan Monthly Sunday Gene-X (seinen)                | completa (6)                            |
| 22 | Kobato. (こばと。?, Kobato.)                                                                                 | 2006-2011                 | Kadokawa Shoten Newtype (shōnen)                         | completa (6)                            |
| 23 | Gate 7 (GATE 7?)                                                                                             | 2010-presente             | Shūeisha Jump Square (shōnen)                            | incompleta (4)                          |
| 24 | Drug & Drop (ドラッグ＆ドロップ?, Doraggu & Doroppu)                                                         | 2011-presente             | Kadokawa Shoten Young Ace (seinen)                       | in corso (2)                            |
| 25 | xxxHOLiC: Rei (×××HOLiC 戻?)                                                                                 | 2013-presente             | Kōdansha Young Magazine (seinen)                         | in corso (4)                            |
| 26 | Tsubasa WoRLD CHRoNiCLE: Nirai Kanai-hen (ツバサ WoRLD CHRoNiCLE ニライカナイ編?)                            | 2014-2016                 | Kōdansha Magazine Special (shōnen)                       | completa (3)                            |
| 27 | Cardcaptor Sakura: Clear Card Arc (カードキャプターさくらクリアカード編?, Kādokyaputā Sakura Kuria Kado-hen) | 2016-2024                 | Kōdansha Nakayoshi (shōjo)                               | completa (16)                           |

### One-shotmanga eomake
Questi manga autoconclusivi sono stati pubblicati solamente su riviste, e non sono mai passati al formato tankōbon.
| Titolo | Anno | Editore e rivista |
| --- | ---- | --- |
| Tenshi no bodyguard (天使のボディガード?, Tenshi no bodigādo) | 1989 | Kobunsha Val Pretty |
| Shiawase ni naritai (しあわせ に なりたい?, Shiawase ni naritai) | 1990 | Fusion Product Genki Tokuhon                                                                                                 |
| Tenkū Senki Shurato original memory: Dreamer (天空 戦記 シュラト (オリジナル メモリー)「夢魔 (ドリーマー)」?) | 1990 | Kadokawa Shoten Newtype Comic Genki no moto                                                                                  |
| Si tratta di una storia basata sulla serie Tenkū Senki Shurato di Hiroshi Kawamoto. |      | |
| Koi wa tenka no mawarimono (恋は天下のまわりもの?) | 1990 | Hakusensha Series |
| Narra da storia di un ragazzo innamorato che cerca di conquistare la sua amata. |      | |
| Hidari te (左手? lett. "Mano sinistra") | 1994 | Shinshokan South Summer |
| La storia, molto breve, parla di un ragazzino in ospedale terrorizzato da una paranoia: di notte, ha paura che oltre la coperta possa esserci qualcosa di pericoloso, e quindi si copre fin oltre la testa, convinto che la coperta possa fungere da kekkai, ovvero barriera (un concetto già espresso in X). Nell'ospedale, fra i vari degenti, c'è anche una bambina molto silenziosa e dall'aria misteriosa. Una notte, vagando per l'ospedale, il protagonista nota che la bambina dorme con la mano sinistra fuori dalla coperta. La paranoia lo assale e vede (o immagina di vedere) la mano della ragazza che si stacca dal resto del corpo. Il giorno dopo scoprirà la verità. |      | |
| Suito no dragon sōryūden gaiden (水都の四兄弟（ドラゴン）創竜伝・外伝?, Suito no yonkyōdai (doragon) sōryūden gaiden) | 1994 | Kadokawa Shoten Monthly Mystery DX                                                                                           |
| Si tratta di un manga umoristico basato sulla serie di romanzi giapponesi Sōryūden di Yoshiki Tanaka. I protagonisti sono i quattro Re Draghi, sovrani dei quattro angoli del mondo, che si sono reincarnati nell'era moderna in quattro ragazzi. I capitolo sono stati pubblicati nell'artbook Sōryūden gengashū. |      | |
| Ano hi wo shiru mono wa saiwai de aru (あの日を知るものは幸いである?) | 2002 | Kōdansha Young Magazine Zoukan: Sports Sō                                                                                    |
| Murikuri (むりくり?) | 2002 | Kōdansha Young Magazine (seinen)                                                                                             |
| Murikuri comprende quattro storie comiche brevi: la prima storia riguarda una ragazza innamorata di un maiale; la seconda storia di un uomo che scopre di essere incinta; la terza di una ragazza innamorata di Babbo Natale; la quarta di una donna rapita dagli alieni. Murikuri è stato pubblicato in Italia sul numero 149 della rivista Kappa Magazine della Star Comics, distribuita il 22 novembre 2004. |      | |
| CLAMP in Wonderland EX | 2006 | Kadokawa Shoten CLAMP Newtype White (#1) CLAMP Newtype Platinum (#2) CLAMP Newtype Pastel (#3) Takeshobo Kindai Mahjong (#4) |
| Si tratta di una serie di omake umoristici in cui personaggi di diverse serie firmate CLAMP si recano nel negozio di Yuko per esprimere un desiderio. Nella prima storia viene giocata una partita di Mah Jong tra Usagi di Wish, Ioryogi di Kobato., la scimmia di CLAMP in Wonderland 2 e Sakura di Tsubasa; nella seconda storia compaiono Kamui e Fuuma di X; nella terza compare Kobato dell'omonimo manga; nella quarta Kudo di Lawful Drug. |      | |
| Gate 7 | 2010 | Shūeisha Jump Square |
| Rappresenta il capitolo introduttivo dell'omonima serie, in seguito inserito nel primo tankōbon. |      | |

### Artbook
| Titolo | Serie trattate              | Pubblicazione                      | Edizione italiana              |
| --- | --------------------------- | ---------------------------------- | ------------------------------ |
| Hiten Muma (非天梦魔?) | RG Veda                     | 25 giugno 1991 (Shinshokan)        | inedito                        |
| Magic Knight Rayearth ILLUSTRATIONS COLLECTION #1 (魔法騎士レイアース ILLUSTRATIONS COLLECTION #1?)                                    | Magic Knight Rayearth       | 25 marzo 1995 (Kōdansha)           | inedito                        |
| TOKYO BABYLON PHOTOGRAPHS | Tokyo Babylon               | 1º aprile 1996 (Shinshokan)        | inedito                        |
| Magic Knight Rayearth settei shiryōshū (魔法騎士レイアース 設定資料集?)                                                                | Magic Knight Rayearth       | 10 maggio 1996 (Kōdansha)          | inedito                        |
| Card Captor Sakura Illustration (カードキャプターさくらイラスト集?)                                                                    | Card Captor Sakura          | 28 luglio 1998 (Kōdansha)          | inedito                        |
| Card Captor Sakura Illustration 2 (カードキャプターさくらイラスト集2?)                                                                 | Card Captor Sakura          | 26 marzo 2000 (Kōdansha)           | inedito                        |
| X illustration collection - X [ZEØRO] (エックスイラストレイテッド・コレクション エックス[ゼロ]?)                                       | X                           | 31 marzo 2000 (Kadokawa Shoten)    | inedito                        |
| Card Captor Sakura Illustration 3 (カードキャプターさくらイラスト集3?)                                                                 | Card Captor Sakura          | 26 dicembre 2000 (Kōdansha)        | inedito                        |
| Card Captor Sakura Memorial Book (カードキャプターさくらメモリアルブック?)                                                             | Card Captor Sakura          | 26 febbraio 2001 (Kōdansha)        | inedito                        |
| Tenma gōka (天魔劫火?) | RG Veda                     | maggio 2001 (Shinshokan)           | inedito                        |
| Wish Zutto issho ni itehoshii - Memorial illustration collection (Wish ずっといっしょにいてほしい - Memorial illustration collection?) | Wish                        | 31 dicembre 2001 (Kadokawa Shoten) | inedito                        |
| CLAMP no eshigoto NORTH SIDE (CLAMPノ絵シゴト NORTH SIDE?)                                                                             | Le serie dal 1989 al 2002   | 21 agosto 2002 (Kōdansha)          | 21 marzo 2006 (Star Comics)    |
| CLAMP no eshigoto SOUTH SIDE (CLAMPノ絵シゴト SOUTH SIDE?)                                                                             | Le serie dal 1989 al 2002   | 21 agosto 2002 (Kadokawa Shoten)   | 19 dicembre 2007 (Star Comics) |
| Your Eyes Only - Chii photographs (Your Eyes Only ちぃフォトグラフィクス?)                                                             | Chobits                     | 29 gennaio 2003 (Kōdansha)         | 1º ottobre 2004 (Star Comics)  |
| Sōryūden gengashū (創竜伝原画集?) | Sōryūden                    | 25 maggio 2004 (Kōdansha)          | inedito                        |
| X illustration collection - X [INFINITY] (エックスイラストレイテッド・コレクション エックス[インフィニチ]?)                            | X                           | 1º dicembre 2005 (Kadokawa Shoten) | inedito                        |
| Cluster | Cluster                     | (Shinkigensha)                     | inedito                        |
| Tsubasa Original Illustrations Collection - ALBuM De REProDUCTioNS (ツバサ原画集-ALBuM De REProDUCTioNS?)                              | Tsubasa Reservoir Chronicle | 17 aprile 2007 (Kōdansha)          | 25 novembre 2009 (Star Comics) |
| Tsubasa Original Illustrations Collection - ALBuM De REProDUCTioNS 2 (ツバサ原画集-ALBuM De REProDUCTioNS- 2?)                         | Tsubasa Reservoir Chronicle | 17 novembre 2009 (Kōdansha)        | inedito                        |
| xxxHOLiC: Kochō no yume (xxxHOLiC 胡蝶ノ夢? lett "Il sogno della farfalla")                                                            | xxxHOLiC                    | 2013 (Kōdansha)                    | inedito                        |

### Collaborazioni
| Titolo | Anno      | In collaborazione con     | Contributi                                                                   |
| --- | --------- | ------------------------- | ---------------------------------------------------------------------------- |
| Sōryūden (創竜伝?)                                                                                        | 1987~2005 | Yoshiki Tanaka            | Illustrazioni per il romanzo (12 volumi)                                     |
| Derayd (デライド -界境天秤の月-?, Deraido -Kai sakai tenbin no tsuki-)                                    | 1989-1989 | Tamayo Akiyama (ex CLAMP) | Illustrazioni e sceneggiatura                                                |
| Elementalors (精霊使い?, Seireitsukai)                                                                    | 1990~1995 | Takeshi Okazaki           | Assistenza grafica                                                           |
| Cluster (クラスター?, Kurasutā)                                                                           | 1990~2002 | Tamayo Akiyama            | Assistenza grafica                                                           |
| Combination                                                                                               | 1991      | Leeza Sei                 | Soggetto, assistenza grafica                                                 |
| Koi (恋?)                                                                                                 | 1993      | Takeshi Okazaki           | Sceneggiatura                                                                |
| Rex (REX 恐竜 物語?, Rekkusu: Kyōryū monogatari)                                                          | 1993-1993 | Masanori Hata             | Illustrazione e sceneggiatura del manga, basate sul romanzo di Masanori Hata |
| CLAMP Gakuen kaikigenshō kenkyūkai jiken file (CLAMP 学園 怪奇現象 研究会 事件 ファイル?)                 | 1997      | Tomiyuki Matsumoto        | Illustrazioni e sceneggiatura per una light novel                            |
| Sweet Valerian (スウィート・ヴァレリアン?, Suuīto Vyarerian)                                              | 2004      | Madhouse                  | Character design                                                             |
| Code Geass: Lelouch of the Rebellion                                                                      | 2006~2007 | Sunrise                   | Concept design dei personaggi; character design di Takahiro Kimura           |
| Code Geass: Lelouch of the Rebellion R2                                                                   | 2008      | Sunrise                   | Concept design dei personaggi; character design di Takahiro Kimura           |
| Night Head                                                                                                | 1993~1994 | George Iida               | Illustrazioni per il romanzo (2 volumi)                                      |
| Oshiroi chōchō (おしろい蝶々?)                                                                            | 2001      | Kamon Nanami・Akira       | Illustrazioni per il manga (1 volume)                                        |
| Shu no ketsumyaku (呪の血脈?)                                                                             | 2004      | Kamon Nanami              | illustrazioni per il romanzo (1 volume)                                      |
| Mōryō no hako (魍魎の匣?)                                                                                 | 2008      | Madhouse                  | Concept design dei personaggi; character design di Asako Nishida             |
| Blood-C                                                                                                   | 2011      | Production I.G            | Concept design dei personaggi; storia                                        |
| Code Geass: Akito the Exiled (コードギアス 亡国のアキト?, Kōdo Giasu - Bōkoku no Akito)                   | 2012-     | Sunrise                   | Concept design dei personaggi; character design di Takahiro Kimura           |
| Blood-C: The Last Dark                                                                                    | 2012      | Production I.G            | Sceneggiatura                                                                |
| Code Geass: Lelouch of the Re;surrection (コードギアス 復活のルルーシュ?, Kōdo Giasu Fukkatsu no Rurūshu) | 2019      | Sunrise                   | Concept design dei personaggi; character design di Takahiro Kimura           |
| GIFT | 2023      | Yuzuru Hanyū              | Illustrazioni                                                                |
| Code Geass: Rozé of the Recapture                                                                         | 2024      | Sunrise                   | Concept design dei personaggi                                                |
| The Grimm Variations                                                                                      | 2024      | Netflix                   | Concept design dei personaggi                                                |

### Altre opere e attività
| Titolo | Anno          | Media                         | Tipo di opera | Editore / Studio                       |
| --- | ------------- | ----------------------------- | --- | -------------------------------------- |
| CLAMP IN WONDERLAND (クランプ いん わーだーらんど?, Kuranpu In Wādārando)                                                                                     | 1994          | VHS                           | Video musicale | Animate                                |
| Yumegari (夢狩り?, Yumegari) | 1996~1996     | Libro                         | Light novel | Kadokawa Shoten Monthly Shōsetsu Asuka |
| Clow Card Fortune Book (クロウ カード フォーチュン ブーク?, Kurō Cādo Fōchun Bōku)                                                                            | 2000          | Libro                         | Guida sull'uso dei tarocchi                                                                                            | Kōdansha                               |
| Aquarian Age Saga II (アクエリアンエイジ?, Akuerian Eiji) | 2002          | Gioco di carte collezionabili | Illustrazioni | Broccoli                               |
| CLAMP no kiseki (CLAMPノキセキ?, CLAMP no kiseki) | 2004~2005     | Riviste                       | Raccolta enciclopedica in dodici uscite di tutto quanto prodotto dalle CLAMP nei primi 15 anni di carriera             | Kodansha                               |
| Soel e Larg - Mokona=Modoki no bōken (ソエルとラーグ モコナ=モドキの冒険? lett. "Le avventure di Mokona=Modoki")                                              | 2004          | Libro illustrato              | Libro per bambini sulle avventure delle due Mokona, protagoniste di Tsubasa e xxxHOLiC                                 | Kodansha                               |
| CLAMP IN WONDERLAND 2 (クランプ いん わーだーらんど2?, Kuranpu In Wādārando 2)                                                                                | 2006          | DVD                           | Video musicale | Madhouse                               |
| Shiritsu Horitsuba Gakuen (私立堀鐔学園? lett. "Scuola privata Horitsuba)                                                                                     | 2006-presente | CD                            | Serie di CD drama e omake con versioni alternative dei personaggi di Tsubasa e xxxHOLiC, oltre ad altri manga.         | Madhouse                               |
| Internet Radio MAGAZINE Komugikotoride no yon shimin (インターネットラジオMAGAZINE 小麦粉砦の四市民?, Intaanetto Rajio MAGAZINE Komugikotoride no yon shimin) | 2007          | Libro + CD                    | Raccolta di materiali (disegni, foto, saggi, interviste, fumetti brevi, eccetera) pubblicati dalle CLAMP sui loro blog | Kodansha                               |
| Tekken 6 (鉄拳6?) | 2007          | Videogioco                    | Illustrazione di un costume di Jin Kazama                                                                              | Namco Bandai                           |
| Shimarisu no hoobukuro (しまりすのほおぶくろ?) | 2009          | Libro                         | Raccolta degli editoriali scritti da Satsuki Igarashi su Newtype                                                       | Kadokawa Shoten                        |
| Mugen no yami - echo of the past (無限の闇―echo of the past?)                                                                                                 | 2009          | Videoclip                     | Illustrazioni per il videoclip con Hatsune Miku                                                                        | Crypton Future Media                   |